# Viterbo Osorio Delgado
Viterbo Osorio Delgado (Coquimbo, 4 de diciembre de 1882 - Santiago, 19 de abril de 1932) fue un político y abogado chileno.

## Profesión
Estudió en el Seminario de La Serena y luego en el Instituto Nacional de Santiago. Cursó Leyes en la Universidad de Chile, donde se graduó de abogado el 27 de julio de 1908.
Se desempeñó como abogado en casos financieros. Consejero de la Bolsa de Comercio. Ejerció la docencia en la Universidad de Chile, como profesor de Introducción a la Filosofía.

## Actividades Políticas
Políticamente era militante del Partido Radical, del cual llegó a ser consejero nacional, vicepresidente de la Junta Central y director de la Propaganda Radical.
Fue elegido Diputado por Santiago para el período (1915-1918), integrando en la oportunidad la Comisión de Elecciones y la de Policía Interior.
Con posterioridad, fue funcionario del Ministerio de Salud (1921), abogado de la Municipalidad de Santiago (1924) y Juez del Crimen de Santiago (1926).